# Église Saint-Julien de Saint-Julien-du-Tournel
L'église Saint-Julien de Saint-Julien-du-Tournel est une église catholique romaine située à Saint-Julien-du-Tournel, dans le département de la Lozère, en France.

## Historique

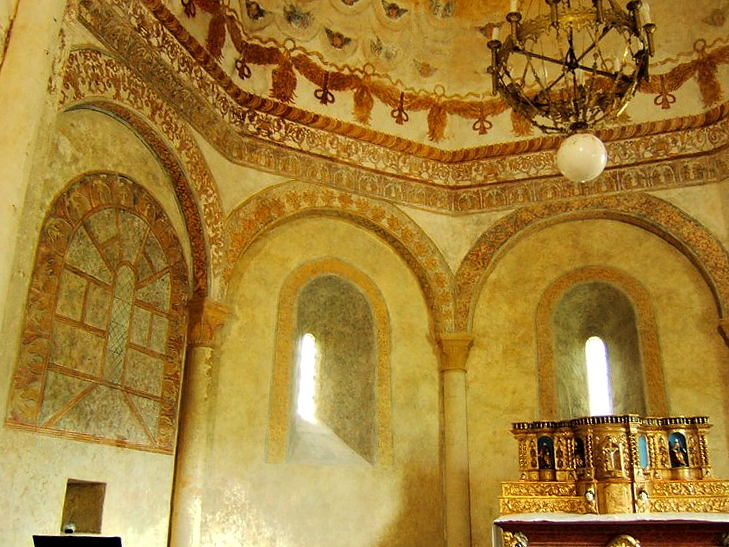
Intérieur de l'église

L'édifice est classé au titre des monuments historiques en 1931.